# Дункан, Джон (путешественник)
Джон Дункан (англ. John Duncan; 1805, Калдок близ Керкубри, Шотландия — 3 ноября 1849, залив Бенин, Бенинское царство) — шотландский путешественник, исследователь Западной Африки.

## Биография
Сын фермера. Получил скромное образование. Обладая природным умом и другими отменными качествами с 18 лет служил в привилегированном 1-м кавалерийском полку лейб-гвардии британской армии.
В 1841 году присоединился к неудачной нигерийской экспедиции братьев Ландер. Из 145 европейцев, которые начали исследовать Нигер, 53 погибли.
В 1843 году вместе с исследовательской группой изучал болота Африки и их чудодейственные свойства.
В 1845—1846 годах совершил по поручению Королевского географическое общества новое путешествие в Африку в поисках легендарных гор Конго и проник в Вида в Бенинском царстве, затем через Дагомею до Адафудии (13° с. ш.), то есть дальше, чем кто-нибудь до него. Был первым европейцем, который изучил обширный участок неизведанного Запада Африки. Физически измученный, получив ранения в схватках с враждебными африканскими племенами, заболев лихорадкой, в мае 1846 года он вернулся в Англию.
Из-за его низкого происхождения, в Британии на его ценные результаты путешествия, практически, не обратили внимание.
Последнее посещение Дунканом Западной Африки состоялось в 1849 году. Назначенный британским вице-консулом в Дагомее, Джон Дункан умер 3 ноября 1849 года в Бенинском заливе.
Автор книги о путешествии в Западную Африку «Travels in Western Africa in 1845 and 1846» (1848).